# Rua da Conceição (Porto Alegre)

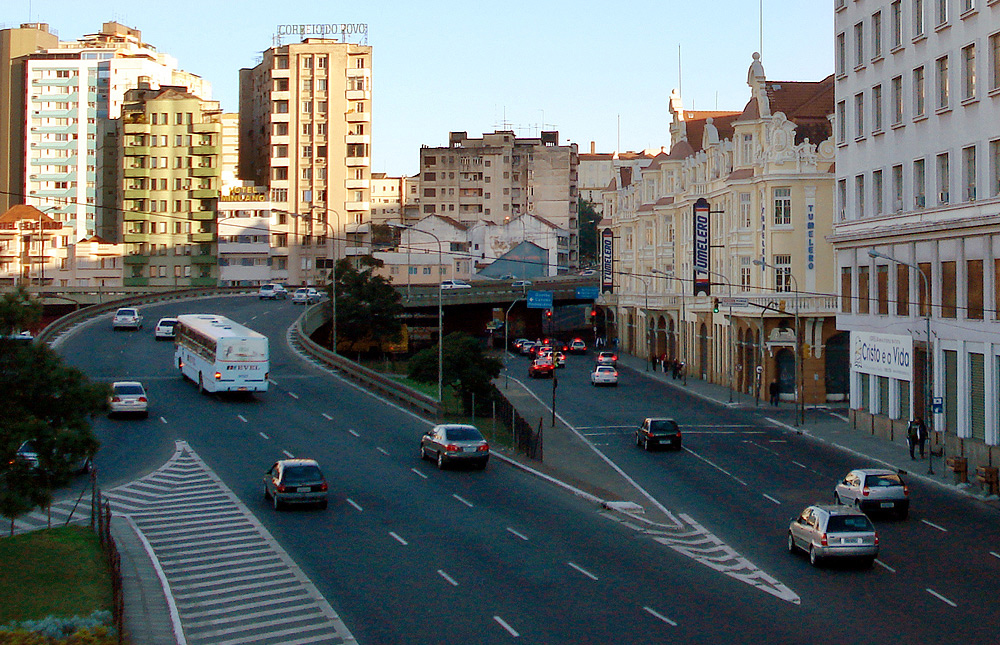
Túnel e elevada da Conceição

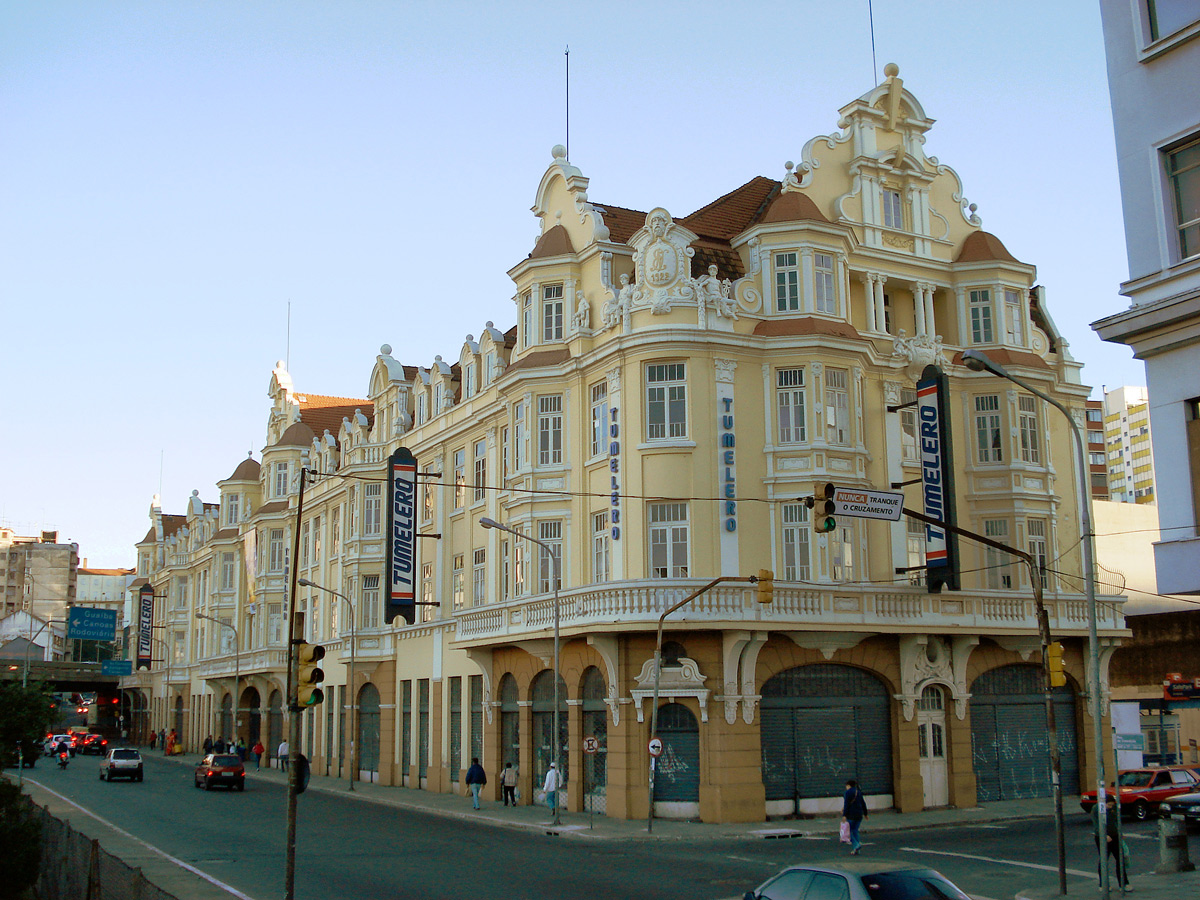
Edifício Ely, patrimônio cultural de Porto Alegre, localizado na Rua da Conceição nº 283

A Rua da Conceição é uma via pública da cidade de Porto Alegre, no estado brasileiro do Rio Grande do Sul. Está localizada no centro da cidade e começa na Avenida Mauá e termina na Avenida Alberto Bins.
Na Rua da Conceição localiza-se o Edifício Ely, edifício histórico e patrimônio cultural de Porto Alegre, atualmente abrigando a loja Tumelero.

## Histórico
Em 1834, o coronel Vicente Ferrer da Silva Freire, casado com dona Rafaela Pinto Bandeira Freire, filha do brigadeiro Rafael Pinto Bandeira, manifestou em requerimento à Câmara Municipal sua intenção de abrir uma rua por dentro de sua chácara, conhecida como Chácara da Brigadeira, para ligar a Estrada dos Moinhos de Vento (atual Avenida Independência) com o Caminho Novo (atual Rua Voluntários da Pátria). Porém, devido à Revolução Farroupilha, a abertura só foi concretizada em 1845, e a rua foi denominada Rua da Brigadeira.
Em 1857, os vereadores deliberaram que a denominação Rua da Brigadeira fosse alterada para Rua da União, enquanto a travessa que seguia da Conceição para a Várzea passaria a se chamar Rua da Conceição.
Em 1874, a Câmara Municipal unificou o topônimo Rua da Conceição, desde a embocadura do Campo do Bom Fim (atual Avenida Osvaldo Aranha) até a Rua Voluntários da Pátria, já que, desde 1858, o nome da padroeira da Igreja de Nossa Senhora da Conceição originou o nome da rua adjacente e da praça na sua frente. No mesmo ano foi instalada, na esquina da Rua Voluntários da Pátria, a estação da estrada de ferro para Novo Hamburgo, fato que ocasionou a transformação econômica da Rua da Conceição, tornando-a uma rua de grande importância comercial.
Em agosto de 1935, a então extensa Rua da Conceição sofreu uma grande redução, e o segmento que ia de Avenida Osvaldo Aranha até a Avenida Independência e a Travessa 1º de Março foram unificadas, compondo uma nova rua, chamada Rua Sarmento Leite.
Durante a administração do prefeito Telmo Thompson Flores, que governou a cidade de 1969 a 1975, a Rua da Conceição sofreu profundas transformações devido à construção do conjunto de pista elevada e túnel, destinados a ligar as áreas da Rua Voluntários da Pátria e do quarteirão universitário. Um grande trecho do lado ímpar da rua desapareceu e seu leito foi rebaixado, em parte, até o nível do túnel.

### Referência bibliográfica
- Franco, Sérgio da Costa. Guia Histórico de Porto Alegre. Porto Alegre: Editora da Universidade (UFRGS)/Prefeitura Municipal, 1992